# Henry McNeil
Henry McNeil (auch Harry McNeil, * 1. Januar 1849; † 2. Juni 1924) war ein schottischer Fußballspieler. Mit dem im Jahr 1867 gegründeten FC Queen’s Park, dem ältesten Fußballverein Schottlands, gewann er in den 1870er und 1880er Jahren insgesamt fünfmal den schottischen Pokal. Zwischen März 1881 und März 1882 war McNeil mit zehn Länderspielen weltweiter Rekordnationalspieler, ehe ihn der Waliser John Price überbot. Seine Brüder Moses und Peter waren neben William McBeath und Peter Campbell die Gründungsväter der Glasgow Rangers im Jahr 1872.

## Karriere

### Verein
Henry McNeil wurde im Jahr 1849 geboren und wuchs in Gairloch an der Nordwestküste von Schottland auf. Er war eines von elf Kindern von John und Jean McNeil, von diesen zwei im Kindesalter starben. Um das Jahr 1870 zog Henry alleine, oder gemeinsam mit seinen Brüdern und einem Freund namens William McBeath nach Glasgow.
Henry McNeil begann seine Fußballkarriere bei Third Lanark. Er spielte danach für die noch unter dem Namen „Argyle“ antretenden Glasgow Rangers im Mai 1872 in ihrem ersten Spiel der Vereinsgeschichte gegen den FC Callander als Gastspieler mit. Die offizielle Gründung der „Rangers“ an der auch seine Brüder Moses und Peter teilnahmen fand am 15. Juli 1873 statt. Danach spielte er vermutlich noch in einigen Partien mit den „Rangers“, ehe er von 1873 bis 1881 für den schottischen Verein FC Queen’s Park spielte, dem ältesten Fußballverein aus Schottland, der am 9. Juli 1867 gegründet worden war. Er war dabei Teil der berühmten Queen’s Park-Mannschaft, die in den 1870er und 1880er Jahren den schottischen Fußball dominierte. Zwischen 1873 und 1881 gewann er mit den „Spiders“ fünfmal den schottischen Pokal.

### Nationalmannschaft
Henry McNeil spielte zwischen 1874 und 1881 für die schottische Fußballnationalmannschaft. In zehn Länderspielen traf der Stürmer sechsmal. Sein Debüt für die „Bravehearts“ gab er am 7. März 1874 bei einem 2:1-Sieg über England auf dem Hamilton Crescent im heutigen Glasgower Stadtteil Partick. Bei seinem zweiten Einsatz ein Jahr später gegen den gleichen Gegner gelang ihm sein erstes Tor im Trikot von Schottland, als er beim 2:2 das Führungstor zum 1:0 erzielte. In den folgenden beiden Spielen im Jahr 1876 traf er gegen England und Wales jeweils ein weiteres Mal. Im März 1878 traf McNeil doppelt bei einem 7:2-Sieg über England, das gleichzeitig das erste Länderspiel im Hampden Park war. Zum Abschluss konnte er in seinem letzten Spiel im Jahr 1881 gegen Wales ein Tor erzielen.
Im März 1881 überbot McNeil mit zehn Länderspielen seinen Landsmann Billy MacKinnon als weltweiten Rekordnationalspieler. Ein Jahr später überbot der Waliser John Price den Schotten. Dieser wurde wiederum nach zwei Jahren von Norman Bailey abgelöst.

### Leben
Während der 1880er Jahre betrieb er mit seinem Bruder Peter ein Sportgeschäft in der Union Street in Glasgow. Nachdem er seine Karriere beendet hatte, betrieb McNeil einen Pub in Rutherglen an der Kreuzung von Mill Street und Main Street, das heutige „Picture House“. 1891 verließ er Schottland, um ein Hotel in Bangor (vermutlich das walisische Bangor) zu führen, kam aber nach dem tragischen Tod seiner Frau zurück, die an ihrer Zahnprothese erstickt war. Er kehrte nach Rutherglen zurück, ließ sich am Buchanan Drive nieder und arbeitete als Handelsvertreter im Außendienst. Er starb 1924 im Alter von 75 Jahren und wurde in Rutherglen beerdigt.

## Erfolge
mit dem FC Queen’s Park:
- Schottischer Pokalsieger: 1874, 1875, 1876, 1880, 1881